# Abdelghani Zaalane
Abdelghani Zaalane (en arabe : عبد الغني زعلان), né le 26 décembre 1964 à Souk Ahras, est un homme politique algérien. Il fut notamment ministre des Travaux Publics et des Transports du 25 mai 2017 au 3 mars 2019.
Dans le cadre des manifestations de 2019 en Algérie, il est contraint de quitter ses fonctions puis arrêté dans la foulée pour corruption.

## Biographie
Abdelghani Zaalane nait le 22 décembre 1964 à Souk Ahras, diplômé de l'École nationale d'administration en 1987, il obtient un magister en administration et développement. 
Il a occupé le poste de  secrétaire général de la wilaya de Tébessa de 1999 à 2004 avant de devenir celui de la wilaya de Batna de 2004 à 2006.
Par la suite, Zaalane a occupé plusieurs postes de wali: successivement, d'Oum El Bouaghi  de 2006 à 2010, de Bechar de 2010 à 2013. En 2013, il devient Wali de la wilaya d’Oran.
Le 25 mai 2017, il est nommé  ministre des Travaux Publics et des Transports. 
Le 2 mars 2019, il est nommé directeur de campagne d'Abdelaziz Bouteflika. Il remplace Abdelmalek Sellal. Il dépose 6 millions de parrainages au conseil constitutionnel pour appuyer la candidature de Abdelaziz Bouteflika le samedi 2 mars 2019.

### Hirak et procès
Le 26 mai 2019, dans le contexte des manifestations de 2019 en Algérie, il est renvoyé devant la Cour suprême. Le 12 juin 2019, il est inculpé pour « des faits punis par la loi relative à la conclusion de marchés publics et de contrats contraires à la réglementation et les lois en vigueur », puis placé sous contrôle judiciaire. Il est placé en détention provisoire à la prison d'El-Harrach le 5 août. Son procès débute le 2 décembre 2019. Il est ajourné au 4 décembre. Le 10 décembre, il est acquitté pour l'affaire du financement de la campagne présidentielle de Bouteflika. 
Dans le cadre de l’affaire du général-major, Abdelghani Hamel, il est condamné le 1er avril 2020 à trois ans de prison et  à une forte amende.
Dans l'affaire Haddad il est condamné à trois ans d'emprisonnement pour des faits de corruption.
Le 14 octobre 2020, dans une affaire mettant en cause Nachinachi Zoulikha, alias Mme Maya, (qui se présentait par ailleurs comme étant la fille cachée de l’ancien président Bouteflika), il est condamné à dix ans de prison, peine ramenée à huit ans en appel le 31 décembre 2020,.
Le 4 janvier 2021, poursuivi dans des affaires de corruption dans le secteur du tourisme à Skikda, il est condamné à trois ans de prison.

### Vie privée
Abdelghani Zaalane était le gendre d'Ahmed Gaïd Salah, chef d'État-Major de l'ANP et vice-ministre de la Défense, mort en 2019.

## Fonctions
Ses principales fonctions occupées sont :
- Chef de cabinet du wali de Souk Ahras : (1994-1996).
- Secrétaire général de la wilaya de Tébessa : (-2005).
- Secrétaire général de la wilaya de Batna : (2005-2006).
- Wali d'Oum El Bouaghi : (2006-2010).
- Wali de Béchar : (2010-2013).
- Wali d'Oran : (2013-2017).